# Логическая эквивалентность
Эквивале́нтными (лат. aequivalens (æquivalens) «равнозначный, равноценный») называют два суждения, образованные с помощью логического союза «двойная импликация» “↔”. Специфика союза “эквиваленция” состоит в том, что эквивалентное суждение признается истинным, когда оба входящие в ее состав исходные суждения имеют одинаковое значение истинности: либо они одновременно истинные, либо одновременно ложные. Примерами такого рода суждений могут быть следующие: “Студент получает повышенную стипендию тогда и только тогда, когда он сдает сессию на одни пятерки”, “Преступником можно называть человека тогда и только тогда, когда судом доказана его виновность”.
Логическую эквивалентность {\displaystyle p} и {\displaystyle q} иногда обозначают как {\displaystyle p\equiv q}, {\displaystyle p::q}, {\displaystyle {\textsf {E}}pq}, или {\displaystyle p\iff q}, в зависимости от используемой нотации.
Логический смысл высказывания вида (A↔Β) равносилен смыслу выражения (A→Β)&(A←Β). Данные выражения принимают значение «истина» в одних и тех же случаях: 1) когда А и В истинны, 2) когда А и В ложны. Таким образом, функция эквиваленции выразима посредством функций конъюнкции и импликации.

## Условные суждения
Условные суждения образуются с помощью логических союзов: импликация «→», репликация «←» и эквиваленция (двойная импликация) «↔». Условное импликативное суждение символически обозначается: “p → q”. Другие виды условных суждений обозначают символически так: репликативное “p ← q”, эквивалентное: “p ↔ q”.
Авторы многих учебных пособий эквивалентные суждения выделяют в качестве отдельного вида сложных суждений. Однако, в силу того, что суждения такого рода выражают особую форму причинно-следственной связи явлений (двойную импликацию) и могут формально быть выражены в качестве комбинации двух других видов условных суждений (импликации и репликации): ( p → q ) ^ ( p ← q ), то их целесообразнее рассматривать именно как разновидность условных суждений.

## Отношения между атрибутивными суждениями
Атрибутивные суждения, совпадающие в основных терминах (S и Р), называются сравнимыми. Сравнимые суждения могут находиться в отношениях совместимости и несовместимости. К совместимым суждениям относятся суждения, которые могут быть одновременно истинными. Различают следующие отношения совместимости: эквивалентность (полная совместимость), субконтрарность (частичная совместимость) и субординация (подчинение). К отношениям несовместимости относят контрарность (противоположность) и контрадикторность (противоречие). Эквивалентными называются суждения, выражающие одну и ту же мысль по-разному: “Москва – столица нашей Родины” и “Москва – главный город Российской Федерации”.

## Умозаключение из эквивалентных суждений
Умозаключения по эквивалентности могут включать в себя только эквивалентные суждения.
Логическая формула: (р ↔ q) ۸ (q ↔ r) ((р↔ q) ۸ (q ↔r)) → (p ↔ r) p ↔ r
Пример: Студент получает повышенную стипендию (р) тогда и только тогда, когда он сдает все экзамены на “отлично” (q). 64 Студент может сдать все экзамены на “отлично” (q) тогда и только тогда, когда он очень хорошо подготовился к сессии (r). Следовательно, студент получает повышенную стипендию (p) тогда и только тогда, когда он очень хорошо подготовился к сессии (r).